# トゥールヴィル (トゥールヴィル級駆逐艦)
トゥールヴィル（フランス語：Tourville, D 610）は、フランス海軍のトゥールヴィル級駆逐艦1番艦。艦名はコタンタン・ド・トゥールヴィルに由来し、この名を受け継いだフランス軍艦としては7代目にあたる。

## 艦歴
「トゥールヴィル」は、DCNロリアン工廠で建造され1970年6月4日に起工、1973年5月13日に進水、1975年6月14日に就役する。
1974年3月2日にマルタ騎士団と命名都市の関係を結び、2006年5月には第2海兵歩兵連隊と提携関係を結ぶ。トゥールヴィルはブレストに配備され戦略海洋部隊の保全を主任務とし海洋における諸任務に当たる。1994年から1996年にかけて「D612 ド・グラース」と同様のSLAMS対潜システムおよびソナーの改修工事を受ける。
2001年以降、不朽の自由作戦における海上阻止行動のためインド洋に展開しており、海上自衛隊から洋上補給も受けている。
2008年3月9日、「F791 コマンダン・レルミニエ」他と演習中に貨物船「アドヴァンス（Advance）」からの救難信号を受信し救援に向かう。5月からグラン・ノール2008演習に参加した。定期検査終了後の2009年5月にブレストを出港して訓練を開始しビーゴやリスボンに寄港。6月にアメリカ海軍「FFG-42 クラクリング」、イギリス海軍「D98 ヨーク」、ロシア海軍「セヴェロモルスク」と共にFRUKUS2009演習に参加する。

### マスコット犬
1972年12月にロリアンで生まれたタイ（Taï）は1973年にトゥールヴィルに乗艦する。タイは給仕長によって管理され、海上公試に同行することになる。更に1975年1月22日にはタイの為に身分証明証が作成された。